# Dean Smith (futebolista)

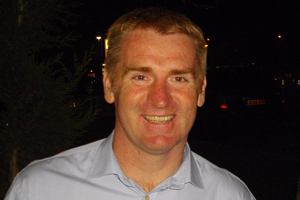
Dean Smith (2011)

Dean Smith (nascido em 19 de março de 1971) é um treinador de futebol profissional inglês e ex-jogador. Atualmente, treina o Leicester.
Começando sua carreira de jogador como defensor no Walsall em 1989, ele disputou, ao longo de cinco anos, 166 partidas entre liga e copas. Depois de assinar com o Hereford United em 1994, foi para o Leyton Orient, três anos e 146 jogos depois. Em seis anos com o Orient, ele fez 309 aparições, somando todas as competições, antes de ser transferido para o Sheffield Wednesday em 2003. Depois de uma temporada com o clube, mudou-se para Port Vale, aposentando-se em janeiro de 2005. Ele marcou 54 gols em 566 jogos da liga em uma carreira de 16 anos na English Football League.
Retornando ao Leyton Orient, trabalhou como auxiliar técnico até janeiro de 2009. Em julho de 2009, ele foi nomeado chefe das categorias de base do Walsall, antes de assumir o cargo de treinador do profissional em janeiro de 2011. Ele tirou o Walsall da zona de rebaixamento e o colocou em uma posição de segurança em seus primeiros quatro meses no cargo. Ele levou o Walsall à final de 2015 do Troféu da Liga de Futebol, antes de deixar o clube para dirigir o Brentford em novembro de 2015. Smith foi nomeado técnico do Aston Villa em outubro de 2018 e levou o clube da 14ª colocação na EFL Championship à Premier League por meio dos play-offs da temporada 2018-19 e, em seguida, à final da EFL Cup de 2020, antes de ser dispensado em novembro 2021. No dia 13 de novembro de 2021, o Norwich City anunciou Smith como treinador.

## Carreira como jogador

### Walsall
Smith começou sua carreira como jogador no Walsall, quando o clube sofreu um rebaixamento da Terceira Divisão em 1989-90, sob a administração de Gary Smith. Eles então lutaram para se adaptar à vida na Quarta Divisão, sob o comando do novo gerente Kenny Hibbitt, terminando em 16º em 1990-91 e em 15º em 1991-92 . Os Saddlers se classificaram para os play-offs com um quinto lugar em 1992-93, mas foram derrotados pelo Crewe Alexandra na fase semifinal. O Walsall terminou em décimo em 1993-94 e Smith deixou o clube tendo jogado um total de 166 jogos pelos Saddlers, marcando 2 gols depois de não conseguir se adaptar à vida como parceiro de ataque de Taylor Allen e se desentender com o auxiliar técnico Glen Peberday.

### Hereford United
No verão de 1994, Smith foi vendido ao Hereford United por £ 80.000, uma taxa recorde para os "Bulls". Eles terminaram em 16º na Terceira Divisão em 1994-95 sob o comando de John Layton . Smith foi o capitão de Graham Turner em Edgar Street durante a ascensão do clube aos play-offs da Terceira Divisão em 1995-96, onde foram derrotados por 4 a 2 pelo Darlington na fase semifinal, apesar de Smith ter aberto o placar com apenas dois minutos da primeira etapa.
Hereford foi rebaixado na Liga de Futebol da Inglaterra depois de terminar em último lugar em 1996-97; eles estavam empatados em pontos com Brighton & Hove e com um saldo de gols superior, porém os gols marcados foram o critério de desempate e o Brighton marcou três a mais que Hereford ao longo da campanha. Smith marcou 26 gols em 146 jogos entre todas as competições durante sua passagem em Edgar Street.

### Leyton Orient
Smith assinou com o Leyton Orient de Tommy Taylor em agosto de 1997, com um tribunal estabelecendo a taxa em £ 42.500. Ele marcou dez gols em 51 jogos em 1997-98 ; O Orient teria terminado um ponto fora da zona dos play-offs da Terceira Divisão se não tivesse sido deduzido três pontos. Como capitão, ele liderou o Orient para os play-offs em 1998-99 e converteu um pênalti na vitória por pênaltis sobre o Rotherham United na fase semifinal. No entanto, seu time foi derrotado por 1–0 pelo Scunthorpe United na final de Wembley . Ao longo da campanha ele marcou dez gols em 49 partidas.
Orient então teve dificuldades em 1999-2000, terminando na metade de baixo da tabela. Smith foi novamente um jogador importante, marcando seis gols em 50 partidas. Após um quinto lugar em 2000-01, ele novamente foi capitão que liderou os "O's" até a final dos play-offs em 2001, desta vez no Millennium Stadium . Apesar de assumir a liderança duas vezes contra o Blackpool, eles perderam a partida por 4-2. Ao longo da temporada, ele marcou cinco gols em 54 jogos.
Ele marcou quatro gols em 51 jogos em 2001-02, mas a equipe de Paul Brush teve dificuldades e terminou no meio da tabela, mais perto da zona de rebaixamento do que dos play-offs, apesar de estarem 16 pontos acima dela. Smith continuou atuando constantemente na campanha de 2002-03, embora tenha deixado o clube no meio da temporada. Ele havia disputado 309 partidas pelo clube em todas as competições, marcando 43 gols.

### Sheffield Wednesday
Ele se juntou ao time do Sheffield Wednesday, da First Division, em fevereiro de 2003, então comandado por Chris Turner. Os "Owls" foram rebaixados ao final da temporada, tendo terminado na 22ª posição, quatro pontos abaixo do Stoke City. Ele foi nomeado capitão do time no verão, no entanto, o Wednesday teve dificuldades na Segunda Divisão e terminou apenas três pontos acima do rebaixado Grimsby Town . Smith jogou 48 jogos em 2003-04, marcando um gol. O clube então teve uma reformulação de pessoal e Smith foi um dos 13 jogadores a deixar Hillsborough . Ele marcou um gol em 62 jogos na Wednesday.

### Port Vale
Em julho de 2004, ele assinou contrato com Port Vale de Martin Foyle. Ele jogou 13 jogos da League One e dois jogos de copa para os "Valiants" em 2004-05, antes de encerrar seus dias de jogador profissional em janeiro de 2005, quando deixou Vale Park para se tornar o treinador das categorias de base de seu antigo clube, o Leyton Orient.

## Carreira como treinador
Depois de trabalhar como treinador de categorias de base no Leyton Orient desde janeiro de 2005, Smith foi promovido ao cargo de auxiliar técnico no final da temporada 2004-05. Ele obteve a licença UEFA Pro em 2008, ao lado de colegas de classe como Roy Keane, Brendan Rodgers e Ian McParland . Depois de uma sequencia de resultados ruins, Smith deixou o Orient em janeiro de 2009, junto com o treinador de longa data Martin Ling .

### Walsall
Em julho de 2009, Smith voltou ao seu primeiro clube, o Walsall, no papel de chefe das categorias de base.
Smith foi nomeado treinador interino do Walsall em 4 de janeiro de 2011, após a demissão de Chris Hutchings . Dezessete dias depois, ele foi anunciado como treinador permanente do clube até o final da temporada . Assumindo funções gerenciais com seu time na lanterna da League One com nove pontos, Smith conseguiu tirar o Walsall da zona de rebaixamento antes do fim da temporada. Em 29 de janeiro, os "Saddlers" registraram seu melhor resultado na liga desde 1986 ao derrotar o Bristol Rovers por 6–1, naquela que foi a primeira vitória de Smith no comando; os três pontos também tiraram Walsall da última posição na tabela, embora ainda estivessem sete pontos abaixo do primeiro time fora da zona de rebaixamento. Sua equipe compensou a diferença em fevereiro, e uma vitória por 1 a 0 no dia 1º de março, sobre um Southampton que buscava o acesso, levou o Walsall a sair da zona de rebaixamento pela primeira vez desde outubro. Eles terminaram a temporada com um ponto de vantagem sobre Dagenham & Redbridge na zona de rebaixamento.
Ele abriu mão de quatorze jogadores no verão de 2011, incluindo: Darren Byfield, Jonny Brain, Clayton McDonald, Paul Marshall, Matt Richards, Steve Jones, Aaron Lescott, David Bevan, Julian Gray e Tom Williams . Ele então contratou o goleiro Dávid Gróf ; os defensores Mat Sadler e Lee Beevers ; os meio-campistas Kevan Hurst, Claude Gnakpa, Adam Chambers e Anton Peterlin ; e o atacante Ryan Jarvis . Também durante a campanha, ele reforçou seu time com as contratações por empréstimo de Dave Martin, Mark Wilson, Andy Halliday e Florent Cuvelier . A sua equipe perdeu apenas um dos primeiros cinco jogos do campeonato, mas somou apenas três pontos nos sete jogos seguintes. Eles venceram o Preston North End no dia 15 de outubro, mas conquistaram apenas quatro pontos em seus próximos oito jogos. A partir do dia 26 de novembro, foram derrotados apenas uma vez em nove partidas, mas tornaram-se especialistas em empates da divisão, pois sete dessas nove partidas terminaram com igualdade no placar. Eles terminaram a campanha na 19ª colocação, sete pontos à frente da zona de rebaixamento.
No verão de 2012, ele ofereceu contratos profissionais para os jogadores da base do clube Mal Benning, Ben George, Aaron Williams e Kieron Morris. Ele continuou a adicionar jogadores jovens promissores trazendo o ala Ashley Hemmings de 21 anos, o ex-emprestado Florent Cuvelier de 19 anos, o ala James Baxendale de 19 anos, o zagueiro Paul Downing de 20 anos, o atacante de 19 anos Connor Taylor , o atacante Febian Brandy, de 23 anos, além do lateral-direito Dean Holden, de 32 anos. Ele também trouxe o lateral James Chambers, irmão gêmeo de Adam Chambers. Ele também trouxe alguns jogadores emprestados, incluindo: Karl Darlow (21), Sam Mantom (20), Aaron McCarey (20) e Craig Westcarr (27). Mantom foi assinou em definitivo com o clube em janeiro. Smith assinou um novo contrato de dois anos e meio em outubro, mantendo-o no clube até o verão de 2015. Isso aconteceu depois que o clube anunciou um lucro de £ 10.000 na campanha anterior, já que a abordagem 'Futebol Total' de Smith rendeu uma posição intermediária para o jovem time do Walsall, além de elogios de especialistas e torcedores. Uma série de resultados ruins fez com que a equipe escorregasse para uma posição pouco acima da zona de rebaixamento em meados de dezembro. O Walsall se recuperou e ganhou quatro de seus cinco jogos em janeiro, com Smith sendo eleito o Treinador do Mês . Eles terminaram a temporada em nono lugar, seis pontos fora da zona dos play-offs.
Durante um bom início de temporada 2013-14, Smith, carinhosamente apelidado de "Ginger Mourinho " pelos torcedores de Walsall, levou o clube a um improvável impulso de promoção. Ele planejou uma vitória em Molineux contra os rivais do derby do Black Country , Wolverhampton Wanderers, e também terminou com vitórias consecutivas para os campeões das tabelas Leyton Orient e Brentford . O clube não conseguiu sustentar sua campanha de promoção e terminou a campanha na 13ª colocação. Smith lançou o artilheiro Craig Westcarr no final da temporada, junto com Troy Hewitt, Nicky Featherstone, James McQuilkin e Shane Lewis .
Ele levou o Walsall à final de 2015 do Troféu da Liga de Futebol, em jogo que terminou com uma derrota por 2 a 0 para o Bristol City, sendo a primeira aparição de Walsall no Estádio de Wembley . No final da temporada 2014-15, ele manteve seu time unido, sendo Ben Purkiss o jogador de maior perfil dispensado. Ele recebeu um Prêmio de Realização Especial da League Managers Association (LMA).
O Walsall começou bem a temporada 2015-16, com Smith sendo nomeado o Treinador do Mês da League One em agosto de 2015, já que o clube terminou o mês no topo da tabela. O Walsall rejeitou uma aproximação por Smith do Rotherham United em outubro, descrevendo-o como "fundamental para nossos planos futuros". Smith assinou um novo contrato de 12 meses em 16 de outubro. Ele foi nomeado o técnico da semana na Football League depois que sua equipe reverteu uma diferença de dois gols para vencer o Gillingham por 3–2 em 24 de outubro. No entanto, seis semanas depois de assinar seu novo contrato, ele trocou o Walsall pelo Brentford com os "Saddlers" em quarto lugar na tabela; no momento de sua partida, ele era o quarto técnico com mais tempo em um clube da Liga de Futebol.

### Brentford
Smith foi nomeado treinador do Brentford, clube da Championship, em 30 de novembro de 2015. O Brentford terminou a temporada 2015-16 em nono lugar, período no qual Smith vendeu Toumani Diagouraga e James Tarkowski por um total £ 3,6 milhões. Na preparação para a temporada 2016–17, Smith contratou 18 jogadores, incluindo Romaine Sawyers (transferência gratuita) e Rico Henry (£ 1,5 milhão) de seu clube anterior, o Walsall. Os "Bees" terminaram a temporada em décimo lugar e Smith disse que queria trazer mais jogadores para buscar uma classificação para os play-offs na temporada seguinte. Ele assinou uma nova extensão de contrato de um ano em fevereiro de 2018. O Brentford terminou a temporada 2017-18 em nono lugar e foi "amplamente considerado como o entretenimento da Championship" depois que Smith construiu um estilo de jogo de passes atraente com um orçamento apertado.

### Aston Villa
Em 10 de Outubro de 2018, Smith foi treinador do 14º colocado da Championship, o Aston Villa, com John Terry como seu auxiliar técnico.[60][61] Foi nomeado treinador da semana da EFL, depois de comandar o time em uma vitória por 3-0 em Derby County no dia 10 de Novembro.[62] Conseguiu imediatamente revigorar o ataque dos "Villans", e apenas um controverso gol de empate nos acréscimos do rival local West Bromwich Albion no The Hawthorns lhes negou um lugar nos play-offs em 7 de dezembro. [63][64] Contudo, o desempenho do Villa caiu dramaticamente nos três meses seguintes após Jack Grealish ter sido afastado com uma lesão na canela apanhada naquele jogo, mas no dia 2 de março, Smith deu a Grealish a capitania no seu retorno à equipe principal e o jogador de 23 anos inspirou uma importante vitória por 4-0 sobre o Derby County, rival dos play-offs. [65] Smith recebeu nesse mês o prémio de Treinador do mês da Championship, após ter conseguido cinco vitórias em cinco jogos, incluindo uma vitória sobre os rivais do Derby da Second City, o Birmingham City [66]. Em 22 de Abril de 2019, Smith levou o Aston Villa a quebrar um recorde de 109 anos de idade para maior sequencia de vitórias do clube, depois de derrotar o Millwall por 1-0 no Villa Park, fazendo 10 vitórias consecutivas em 10 jogos. O recorde anterior era de nove vitórias seguidas. Em 11 de Maio, Smith comandou o time em sua 18ª vitória com o Aston Villa, uma vez que o clube veio de trás no placar para vencer o West Brom por 2-1 na primeira partida das semifinais do Championship[68].[69] Três dias depois, o Villa veio de trás no placar, em West Brom para vencer nos penalties e garantir um lugar na final dos play-offs[70]. O Villa seguiu para conquistar o acesso a Premier League com uma vitória por 2-1 contra o Derby County[70].
O clube gastou um total líquido de £ 144,5 milhões para trazer 12 jogadores na janela de transferência do verão de 2019: Jota, Anwar El Ghazi, Wesley, Kortney Hause, Matt Targett, Tyrone Mings, Ezri Konsa, Björn Engels, Trézéguet, Douglas Luiz, Tom Heaton e Marvelous Nakamba . Em 29 de novembro de 2019, no meio de sua primeira temporada da Premier League com o Aston Villa, Smith assinou uma extensão de contrato com duração até 2023. Na EFL Cup, o Villa passou pelo Crewe Alexandra da League Two e por quatro times da Premier League, sendo eles o Brighton & Hove Albion, o Wolverhampton Wanderers, o Liverpool e o Leicester City, para chegar à final no Estádio de Wembley ; eles perderam por 2-1 na final para o Manchester City . Na liga, porém, o Villa estava quatro pontos dentro da zona de rebaixamento com quatro jogos restantes para jogar na temporada de 2019-20, mas conseguiu o que ele chamou de uma "conquista magnífica" para garantir a sobrevivência no último dia com um 1-1 empate no West Ham United . Ele elaborou dizendo "Achei que usamos a pandemia muito bem. Temos sido sólidos defensivamente, parecemos fortes e conseguimos permanecer na Premier League. "
Smith fortaleceu o time no verão de 2020 ao contratar Matty Cash (£ 14 milhões do Nottingham Forest ), Ollie Watkins (£ 28 milhões do Brentford), Lamare Bogarde (taxa não revelada do Feyenoord), Emiliano Martínez (£ 17 milhões do Arsenal ) e Bertrand Traoré (£ 17 milhões do Lyon ). No dia 4 de outubro, no terceiro jogo da temporada 2020–21, Smith levou o Aston Villa a uma vitória em casa por 7–2 sobre o atual campeão da Premier League, o Liverpool; esta foi a primeira vez que um time marcou sete gols contra os campeões da primeira divisão em 67 anos. Uma vitória contra o Leicester City deu a Villa seu melhor início de temporada desde 1930. No dia 26 de dezembro, Smith completou seu centésimo jogo oficial como técnico do Aston Villa com uma vitória por 3-0 sobre o Crystal Palace, apesar de seu time ter sido reduzido a dez homens na maior parte do jogo devido à expulsão de Tyrone Mings no primeiro tempo. Smith foi nomeado Treinador do Mês da Premier League em dezembro, com o Villa sofrendo apenas um gol em seus cinco jogos na liga. Ele fez uma contratação na janela de transferências de janeiro: o meio-campista Morgan Sanson do Marselha por £ 14 milhões. O Aston Villa terminou a campanha na 11ª posição e Smith estava determinado a fortalecer ainda mais a equipe.
Em preparação para a transferência inglesa recorde de Jack Grealish para o Manchester City, um negócio no valor de £ 100 milhões, Smith trouxe as contratações de verão de Emiliano Buendía, Leon Bailey e Danny Ings por uma taxa total de £ 83 milhões. O clube também contratou o ex-jogador Ashley Young em uma transferência gratuita da Inter de Milão, e pela terceira vez contratou o zagueiro do Manchester United , Axel Tuanzebe, por empréstimo. Em 7 de novembro de 2021, Smith e Aston Villa se separaram após uma série de cinco derrotas consecutivas na Premier League. O Executivo Chefe, Christian Purslow, afirmou que a decisão foi tomada depois de o Aston Villa não ter continuado a melhorar na temporada de 2021–22 como tinha feito nos anos anteriores.

## Vida pessoal
Smith é casado e tem dois filhos - um filho e uma filha. Em dezembro de 2019, ele disse que sua família, juntamente com sua experiência de jogar e administrar nas ligas inferiores, o ajudaram a manter os pés no chão e lidar com a pressão de administrar um time da Premier League. Ele é um bom jogador de xadrez e foi campeão de xadrez na escola de West Midlands quando criança. Seu pai, Ron, apoiava o Aston Villa e era steward do Villa Park . Perto do fim de sua vida, Ron Smith sofria de demência e não sabia que seu filho havia se tornado treinador do Aston Villa. Na véspera da final do play-off de 2019, Dean Smith visitou seu pai e disse-lhe: "Na próxima vez que te ver, serei um técnico da Premier League." Ron Smith morreu em 27 de maio de 2020 após contrair COVID-19 .

## Estatísticas da carreira

### Como jogador
Fonte:
| Club                | Season       | Division         | League | League | FA Cup | FA Cup | Other | Other | Total | Total |
| Club                | Season       | Division         | Apps   | Goals  | Apps   | Goals  | Apps  | Goals | Apps  | Goals |
| ------------------- | ------------ | ---------------- | ------ | ------ | ------ | ------ | ----- | ----- | ----- | ----- |
| Walsall             | 1988–89      | Segunda Divisão  | 15     | 0      | 0      | 0      | 0     | 0     | 15    | 0     |
| Walsall             | 1989–90      | Terceira Divisão | 7      | 0      | 1      | 0      | 0     | 0     | 8     | 0     |
| Walsall             | 1990–91      | Quarta Divisão   | 33     | 0      | 2      | 0      | 5     | 0     | 40    | 0     |
| Walsall             | 1991–92      | Quarta Divisão   | 9      | 0      | 0      | 0      | 2     | 0     | 11    | 0     |
| Walsall             | 1992–93      | Terceira Divisão | 42     | 1      | 0      | 0      | 9     | 0     | 51    | 1     |
| Walsall             | 1993–94      | Terceira Divisão | 36     | 1      | 1      | 0      | 4     | 0     | 41    | 1     |
| Walsall             | Total        | Total            | 142    | 2      | 4      | 0      | 20    | 0     | 166   | 2     |
| Hereford United     | 1994–95      | Terceira Divisão | 35     | 3      | 2      | 0      | 8     | 1     | 45    | 4     |
| Hereford United     | 1995–96      | Terceira Divisão | 40     | 8      | 4      | 0      | 9     | 4     | 53    | 12    |
| Hereford United     | 1996–97      | Terceira Divisão | 42     | 8      | 1      | 0      | 5     | 2     | 48    | 10    |
| Hereford United     | Total        | Total            | 117    | 19     | 7      | 0      | 22    | 7     | 149   | 26    |
| Leyton Orient       | 1997–98      | Terceira Divisão | 43     | 9      | 2      | 1      | 6     | 0     | 51    | 10    |
| Leyton Orient       | 1998–99      | Terceira Divisão | 37     | 9      | 5      | 1      | 7     | 0     | 49    | 10    |
| Leyton Orient       | 1999–2000    | Terceira Divisão | 44     | 4      | 2      | 1      | 4     | 0     | 50    | 5     |
| Leyton Orient       | 2000–01      | Terceira Divisão | 43     | 5      | 4      | 0      | 7     | 0     | 54    | 5     |
| Leyton Orient       | 2001–02      | Terceira Divisão | 45     | 2      | 4      | 1      | 2     | 1     | 51    | 4     |
| Leyton Orient       | 2002–03      | Terceira Divisão | 27     | 3      | 2      | 0      | 4     | 0     | 33    | 3     |
| Leyton Orient       | Total        | Total            | 239    | 32     | 19     | 4      | 30    | 1     | 288   | 37    |
| Sheffield Wednesday | 2002–03      | Primeira Divisão | 14     | 0      | 0      | 0      | 0     | 0     | 14    | 0     |
| Sheffield Wednesday | 2003–04      | Segunda Divisão  | 41     | 1      | 2      | 0      | 5     | 0     | 48    | 1     |
| Sheffield Wednesday | Total        | Total            | 55     | 1      | 2      | 0      | 5     | 0     | 62    | 1     |
| Port Vale           | 2004–05      | League One       | 13     | 0      | 0      | 0      | 2     | 1     | 15    | 1     |
| Career total        | Career total | Career total     | 566    | 54     | 32     | 4      | 79    | 9     | 677   | 67    |

### Como treinador
- Atualizado até a partida jogada em 5 de novembro de 2021

## Honrarias como treinador
- Vice-campeão do Troféu da Liga de Futebol : 2014-15[44]

- Play-offs do campeonato EFL : 2019[87]
- Vice-campeão da EFL Cup : 2019-20[60]

- Prêmio de Realização Especial da League Managers Association[46]
- Treinador do mês da Football League One : janeiro de 2013, agosto de 2015[38][47]
- Treinador do Mês do Campeonato EFL : março de 2019[88]
- Treinador do mês da Premier League : dezembro de 2020[71]